# 우정사업운영위원회
우정사업운영위원회는 전문지식과 경험이 풍부 전문가의 참여를 통해 우정사업 운영의 체계적·효율적 운영 및 전문성 확보를 목적으로 설치된 대한민국 지식경제부 소속의 자문위원회이다.

## 설치 근거
- 우정사업운영에 관한 특례법 제4조

## 기능
- 우정사업의 체계적·효율적 운영에 관한 중요사항 등 심의

## 조직
- 위원장 : 위촉직
- 위원 : 총 10명 (당연직 3명, 위촉직 7명)

## 운영
- 본회의
- 분과회의 : 우편요금심의위원회